# Předseda Rady svobodného Československa
Předseda Rady svobodného Československa byl nejvyšší výkonnou a reprezentativní funkcí Rady svobodného Československa, vrcholné politické organizace zahraničního třetího odboje. 

## Předsedové Rady svobodného Československa
- 1949–1951 Petr Zenkl[1]
- 1951–1952 Josef Černý
- 1952–1954 Petr Zenkl
- 1954–1957 Jozef Lettrich
- 1957–1974 Petr Zenkl
- 1974–1993 Mojmír Povolný[2]

V určitých obdobích existovaly vzhledem k trvalým neshodám uvnitř Rady i konkurenční exilové organizace (1951–1952 Národní výbor svobodného Československa – předseda Petr Zenkl; 1961–1972 Výbor pro svobodné Československo – předsedové 1961–1969 Jozef Lettrich a 1969–1972 Václav Majer), případně opoziční orgán, který se prohlašoval za  legitimní vedení Rady (1953–1954 Řídicí výbor Rady svobodného Československa – předseda Josef Černý). 
Často však dosahovali v  řadách československého exilu postavení nejváženějších autorit osobnosti pohybující se mimo čelní pozice politicky institucionalizovaných forem odboje, zejména pak dvojice intelektuálů Ferdinand Peroutka a Pavel Tigrid. Jejich jména byla také oproti drtivé většině exulantů známa v průběhu komunistické totality i přímo ve vlasti. Peroutka byl považován za případného Benešova prezidentského nástupce, Radu spoluzakládal a v letech 1949–1956 v ní působil. V exilu jako osobnost jasně převyšoval ostatní. Po jeho smrti vyčníval především Tigrid.  
Roku 1993 se Rada svobodného Československa v souvislosti s rozpadem ČSFR přeměnila na novou krajanskou organizaci Radu vzájemnosti Čechů a Slováků, v období 1993–2011 byl jejím předsedou Mojmír Povolný.